# 易那圭林星蜂鸟
易那圭林星蜂鸟（学名：Nesophlox lyrura），是雨燕目蜂鸟科的一种鸟类。
易那圭林星蜂鸟体重约2.4克，翼长约39.8毫米，嘴峰长约17.7毫米，喙宽度约1.4毫米，喙厚度约1.5毫米，跗蹠长约3.9毫米，尾长约30毫米。易那圭林星蜂鸟在其分布区内为留鸟，其栖息在半开放的人工改造的环境中，食性为草食性，主要食物来源是植物的花蜜。
易那圭林星蜂鸟是巴哈马大伊纳瓜岛特有物种。该物种是单型物种，没有亚种分化。